# Carlo Pellegrini (barockmålare)
Carlo Pellegrini, född 1605 i Carrara, död 1649, var en italiensk barockmålare. Han var assistent till Bernini.
Pellegrini utförde 1635 målningen ”Pauli omvändelse” för Propaganda fides kapell Santi Re Magi.